# 前田利民 (子爵)
前田 利民（まえだ としたみ、1908年（明治41年）12月8日 - 1983年（昭和58年）3月2日）は、昭和期の華族（子爵）。

## 経歴
七日市前田家第13代当主前田利定子爵の子として生まれる。1944年11月1日、父の死去に伴い子爵を襲爵した。
日本大学経済学部を卒業後、安田銀行、高崎板紙などに勤務した。1983年死去、家督は従甥の史貞が継いだ。